# Mijikenda
Mijikenda (Wamijikenda) – grupa dziewięciu plemion (Digo, Chonyi, Kambe, Duruma, Kauma, Ribe, Rabai, Jibana i Giriama), zamieszkujących wybrzeża Kenii, południowej Somalii i północnej Tanzanii. Nazwa ta oznacza w języku suahili „dziewięć miast” i jest używana od lat 40. XX wieku. Wcześniejsza nazwa Nyika/Wanyika („ludzie z prowincji” albo „ludzie z buszu”) jest uznawana za przestarzałą i niepoprawną politycznie.
Poszczególne plemiona są do siebie podobne kulturowo i posługują się zbliżonymi do siebie i do suahili językami z grupy bantu.
Z powodu suszy i głodu pod koniec XIX wieku (1898–1900) Mijikenda przemieścili się na swoje obecne siedziby ze słabo zaludnionych obszarów w okolicach Mombasy i Malindi. Ich pierwotna ojczyzna nie jest dokładnie znana. Własne mity ludu Maidżikenda mówią o pochodzeniu z kraju Shungwaya na terenach dzisiejszej Somalii, którego istnienie nie zostało jednak historycznie potwierdzone.
Mijikenda żyli dawniej w ufortyfikowanych wioskach w lasach, zwanych kaya, które obecnie uważane są za siedzibę przodków. W 2008 roku zostały one wpisane na listę światowego dziedzictwa UNESCO.